# Pat Cadigan
Pat Cadigan é uma autora americana de ficção científica. Seu trabalho faz parte do movimento cyberpunk. Seus romances e contos compartilham um tema comum de explorar a relação entre a mente humana e a tecnologia.

## Vida e primeiros trabalhos
Ela nasceu em Schenectady, Nova York, e cresceu em Fitchburg, Massachusetts. Cadigan foi estudante da Universidade de Massachusetts e da Universidade de Kansas. Ela estudou com James Gunn no Kansas e se formou em 1975. Naquele mesmo ano, Cadigan juntou-se ao comitê de convenções da MidAmeriCon, a 34ª Convenção Mundial de Ficção Científica realizada em Kansas City, Missouri, no fim de semana do Dia do Trabalho de 1976. Seu trabalho como membro do comitê era ajudar o convidado de honra Robert A. Heinlein.
Ela também trabalhou para o escritor de fantasia Tom Reamy em seu negócio de composição e design gráfico da Nickelodeon Graphics. Reamy morreu em 1977 e Cadigan foi trabalhar como escritor para Hallmark Cards de Kansas City. Ela foi morar na Inglaterra com seu filho Bob Fenner em 1996. Ela agora está lá, casada com seu terceiro marido.

## Escrita
No final dos anos 1970 e início dos anos 1980, ela foi editora de uma revista. Ela trabalhou em pequenas revistas de fantasia e ficção científica chamadas Chacal e Shayol com seu segundo marido, Arnie Fenner. Cadigan vendeu sua primeira história profissional de ficção científica em 1980. Ela se tornou uma escritora em tempo integral em 1987.
O primeiro romance de Cadigan foi Mindplayers. Ele introduziu um tema comum em sua escrita. Suas histórias tornam a mente humana um lugar real onde as pessoas podem ir e fazer coisas. O que é real torna-se obscuro.
Cadigan ganhou vários prêmios, incluindo: Prêmio Nebula de Melhor Conto em 1986; o Prêmio Philip K. Dick em 1987 para Mindplayers; o Prêmio Nebula de Melhor Romance em 1991; o prêmio Arthur C. Clarke em 1992 e 1995 por seus romances Synners and Fools.

## Outros escritores
Robert A. Heinlein tornou-se seu amigo depois que ela o ajudou quando ele era um convidado da 34ª Worldcon em Kansas City. Ele dedicou parcialmente seu romance Friday a ela. 

## Fantasias de infância
Na década de 1960, Cadigan e uma amiga de infância "inventaram toda uma vida secreta em que éramos gêmeas do planeta Vênus", disse ela à National Public Radio. Os Beatles nos pediam "conselhos sobre suas canções" e ajuda para serem famosos, diz Cadigan. Nessa fantasia, às vezes as garotas mudavam de forma para se tornarem os Beatles e terminavam de gravar músicas ou fazer shows para eles. Como gêmeas venusianas, Cadigan disse que elas também tinham outros superpoderes. À vezes, elas ajudavam o Super-Homem, a Mulher-Maravilha e outros heróis, disse ela.

## Romances originais
- Mindplayers (1987)
- Synners (1991)
- Tolos (1992)
- Tea from an Empty Cup (1998)
- Dervish is Digital (2001)

## Livros de filmes
- The Making of Lost in Space (1998) (livro sobre a produção do filme Perdidos no Espaço
- Resurrecting the Mummy: The Making of the Movie (1999) (livro sobre a produção do filme A Múmia)
- Perdidos no Espaço: Terra Prometida (1999) (romantização spinoff do filme Perdidos no Espaço)
- Cellular (2004) (romantização do filme Cellular)
- Jason X (2004) (romantização do filme Jason X)
- Jason X: O Experimento (2005)

## Coletâneas de contos
- Padrões (1989)
- Trabalho Sujo (1993)
- Casa à beira-mar (1993)
- Cartas de casa (1991)

Uma de suas primeiras histórias apareceu em Rock On (1981).